# Fernando de la Mora
Fernando de la Mora − miasto w Paragwaju, w departamencie Central, w odległości 10 kilometrów od Asunción. Ludność miasta wzrosła z 66 tys. w 1982 do 95 tys. w 1992 i 114 tys. w 2002.
Miasto jest siedzibą klubów piłkarskich Fernando de la Mora oraz Sport Colombia.

## Miasta partnerskie
- Pittsburgh, Stany Zjednoczone